# Liliʻuokalani

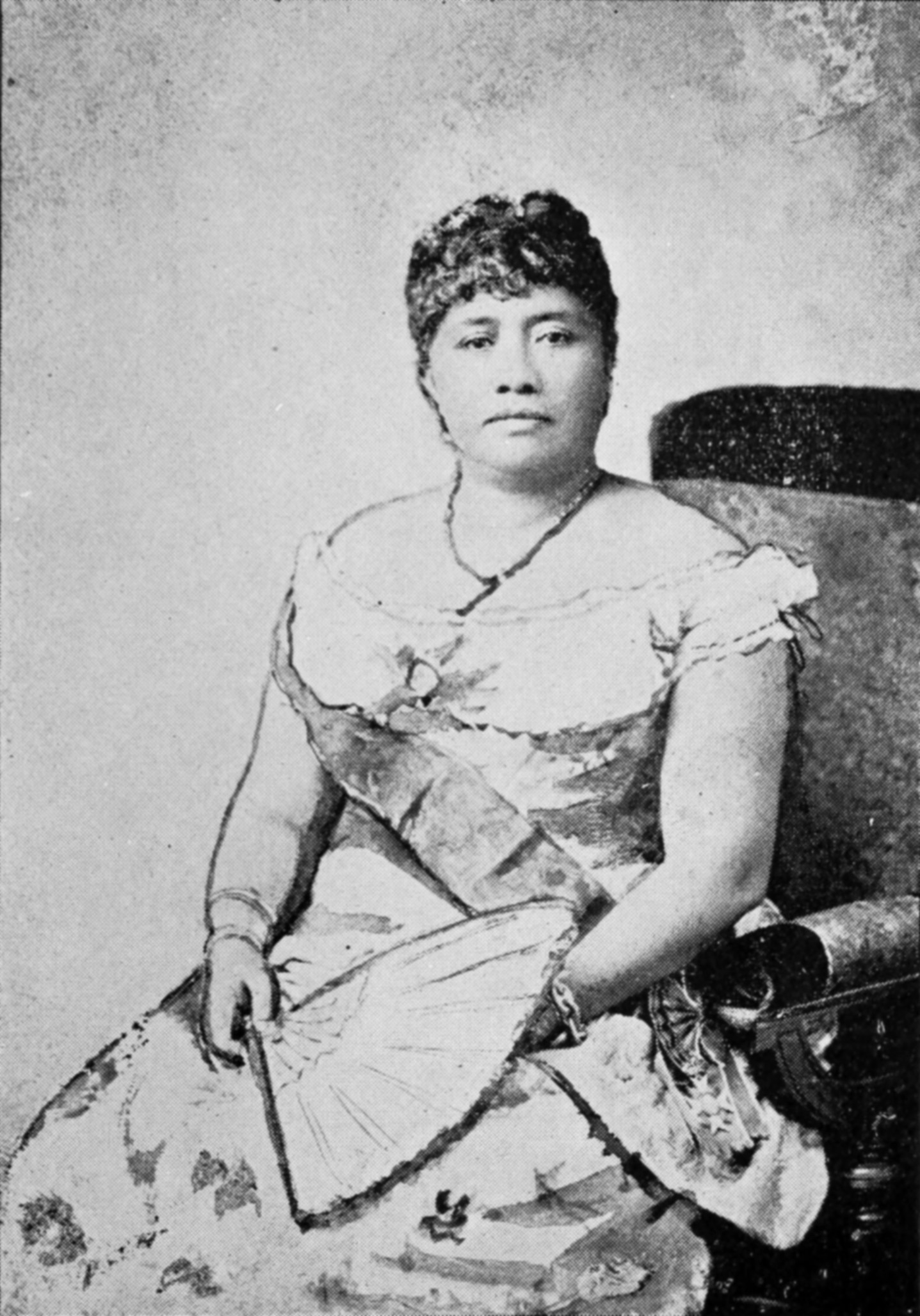
Liliʻuokalani in jungen Jahren

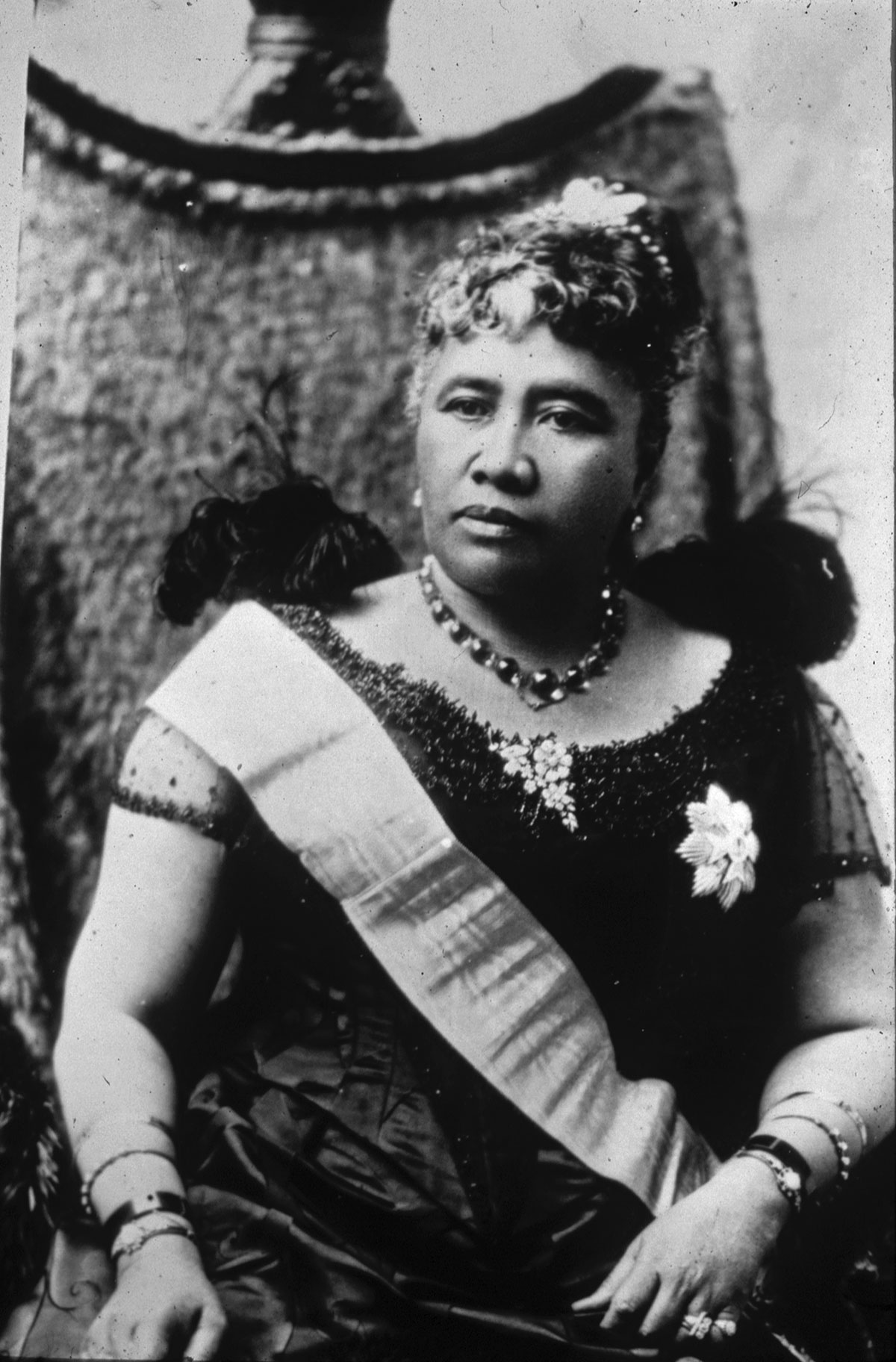
Liliʻuokalani

Liliʻuokalani (auch Liliʻu Loloku Walania Kamakaʻeha, Liliʻu Kamakaʻeha oder Lydia Pākī genannt) (* 2. September 1838 in Honolulu, Königreich Hawaiʻi; † 11. November 1917 in Honolulu, Hawaii-Territorium) war von 1891 bis 1893 die letzte Königin des Königreichs Hawaiʻi.

## Leben
Bei ihrer Geburt erhielt Liliʻuokalani die Namen Liliʻu Loloku Walania Kamakaʻeha, übersetzt etwa brennende, schmerzende Augen, da ihre Tante, die damalige Regentin Elizabeth Kīnaʻu, zur Zeit ihrer Geburt an einer Augenentzündung litt. Als Kind wurde sie zunächst Liliʻu Kamakaʻeha genannt. Ihre Eltern Analea Keohokālole und Caesar Kapaʻakea gehörten zur engen Verwandtschaft der Könige von Hawaii. In der Taufe am 23. Dezember 1838 erhielt sie den Namen Lydia Pākī.
Sie wuchs entsprechend der hawaiischen Tradition bei Adoptiveltern, engen Verwandten ihrer Eltern, auf. Ab 1842 wurde sie mit mehreren ihrer Geschwister und Cousins, die alle als mögliche Thronaspiranten galten, an der von amerikanischen Missionaren geführten königlichen Schule erzogen. Sie lernte Englisch und konvertierte zur kongregationalistischen Kirche. Sie lebte bei König Kamehameha IV. und dessen Frau Emma. Erst sollte sie deren Sohn, Prinz Lunalilo heiraten, entschied sich jedoch 1862 für den kroatischstämmigen Amerikaner John Owen Dominis (1832–1891), den Sohn eines Kapitäns aus Boston, den sie aus der Schulzeit kannte. Sie hatten keine leiblichen Kinder.
Liliʻuokalanis leiblicher Bruder David Kalākaua folgte Lunalilo auf den Thron, blieb aber kinderlos. Liliʻuokalani wurde am 10. April 1877 zur Thronfolgerin bestimmt, nachdem ihr zunächst als Thronfolger vorgesehener Bruder Leleiohoku verstorben war. Bei diesem Anlass erhielt sie auch den offiziellen Namen Liliʻuokalani von ihrem Bruder. Sie gründete mehrere Schulen mit dem Ziel, insbesondere jungen Frauen hawaiischer Abstammung eine ordentliche Erziehung zu verschaffen. 1887 reiste sie erst nach Europa, wo sie die britische Königin Victoria traf, und besuchte dann Präsident Cleveland in den USA.
Nach dem Tod von Liliʻuokalanis Bruder wurde sie am 29. Januar 1891 zur Königin proklamiert. Ihre Versuche, der hawaiischen Krone zu mehr Macht zu verhelfen, scheiterten an der Interessenpolitik der USA. Die Aufhebung des Zollvorteils bei der Einfuhr von hawaiischem Zucker in die USA im Jahr 1890 stürzte das Land in eine schwere Wirtschaftskrise. 1893 versuchte Liliʻuokalani eine neue Verfassung durchzusetzen, scheiterte jedoch wiederum. Amerikanische Staatsbürger, die als wohlhabende Besitzer von Zuckerrohrplantagen in Hawaiʻi lebten, gründeten im Gegenzug ein „Komitee für öffentliche Sicherheit“ und setzten sich für die Abschaffung der Monarchie ein. Federführend war Sanford Dole. Auf sein Mitwirken hin landeten 1893 US-Marines auf Hawaiʻi und stellten die Königin unter Hausarrest.

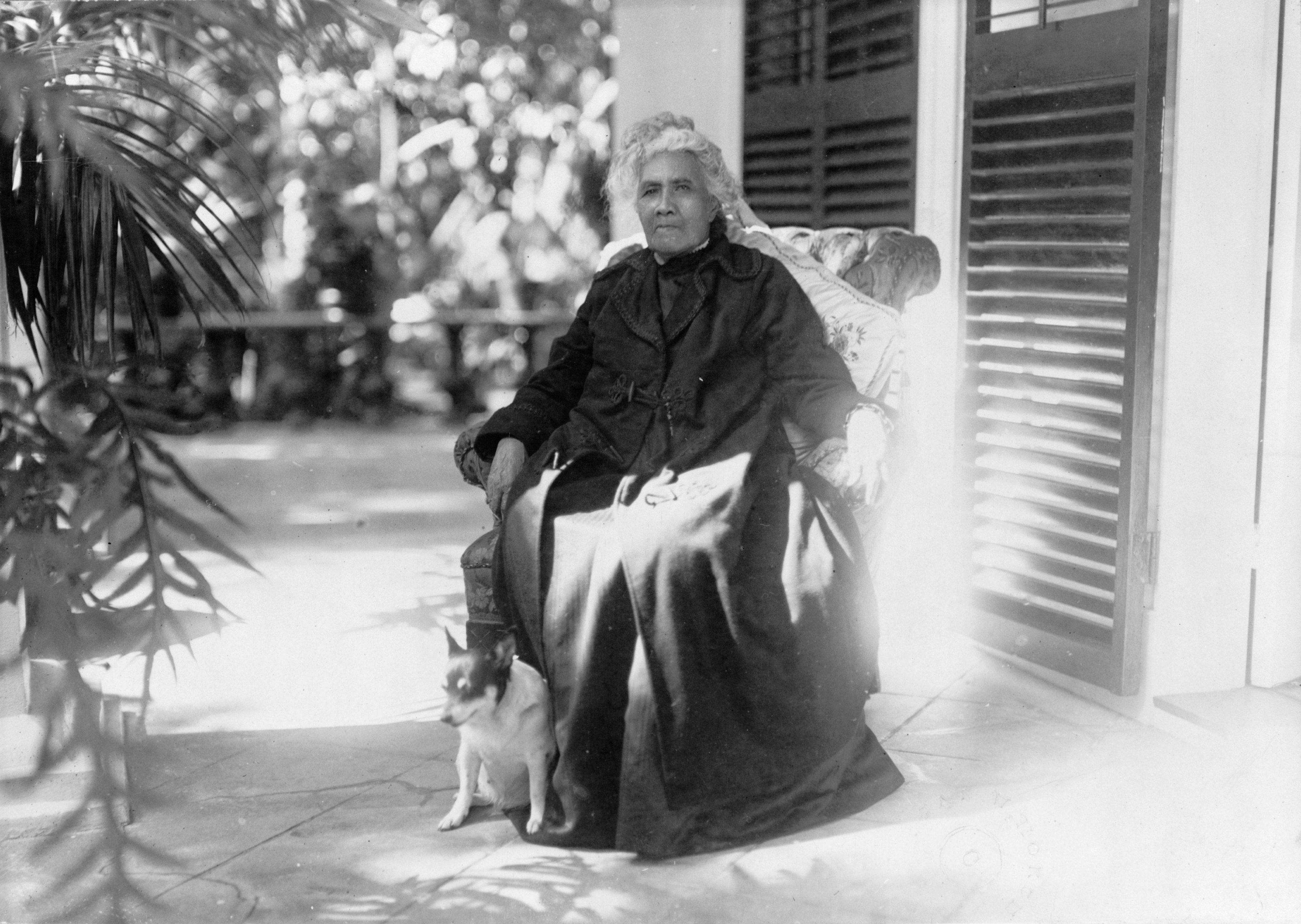
Liliʻuokalani (ca. 1917)

1894 wurde die Republik Hawaiʻi ausgerufen, deren erster und einziger Präsident Sanford Dole war. Anfang 1895 versuchte eine Gruppe von Royalisten mit einem Coup d’État die Monarchie Hawaiʻis wiederherzustellen. Nach dem Scheitern dieser Rebellion wurde Liliʻuokalani festgenommen, wegen Hochverrats verurteilt und im ʻIolani-Palast inhaftiert. Als Preis für die Freilassung ihrer Unterstützer aus den Gefängnissen dankte Königin Liliʻuokalani 1895 formell ab und begab sich erneut nach Washington, D.C., konnte jedoch für die Sache der hawaiischen Monarchie keinen Erfolg erzielen. 1898 wurde Hawaiʻi wegen seiner strategischen Lage im Spanisch-Amerikanischen Krieg von den USA annektiert. Liliʻuokalani erhielt eine Rente und musste den Rest ihres Lebens im Haus ihres Schwiegervaters in Honolulu verbringen. Sie starb 1917 an einem Schlaganfall.
Liliʻuokalani war musikalisch und komponierte weit über 100 Lieder, darunter das weltbekannte Aloha ʻOe.
Die Geschichte von Liliʻuokalani war die Vorlage für die Operette Die Blume von Hawaii von Paul Abraham.